# Something Weird
Something Weird – amerykański horror z 1967 roku w reżyserii Herschella Gordona Lewisa.

## Fabuła
Wskutek porażenia prądem twarz Mitche'a ulega poparzeniu. Lekarze nie są w stanie niczego zrobić, aby ten odzyskał dawną urodę. Mimo jej utraty Mitch zyskuje specjalne zdolności, takie jak umiejętność przepowiadania przyszłości. Zaczyna zarabiać na życie, mówiąc ludziom, co wydarzy się w ich życiu. Pewnego razu przychodzi do niego stara kobieta, wyglądem przypominająca czarownicę. Przedstawia Mitche'owi pewną propozycję. Daje mu szansę na odzyskanie dawnej urody, jeśli ten zgodzi się na bycie jej kochankiem.